# روفيو (آن)
روفيو (بالفرنسية: Ruffieu)‏ هي بلدية فرنسية تقع في إقليم الآن في فرنسا. رمز إنسي لها هو:1330. أما الرمز البريدي لها فهو: 1260.